# Rex sacrorum
El Rex sacrorum, en la religión de la Antigua Roma (también a veces, rex sacrificulus) fue un sacerdote senatorial reservado a los patricios. Aunque en la época histórica el Pontifex maximus encabezaba la religión del estado romano, el historiador Festo dice que en la jerarquía de los sacerdotes, el rex sacrorum era el de mayor prestigio, seguido por los flamines maiores. El rex tenía su residencia en la Regia. 
Durante la República romana, el rex sacrorum era elegido por el pontifex maximus de una lista de patricios presentados por el Colegio de Pontífices. Otro requisito era que naciera de padres casados por el ritual del confarreatio, que era también la forma de matrimonio con la que debía casarse. Su esposa, la regina sacrorum, también realizaba tareas religiosas específicas de su papel. El matrimonio era por tanto una parte fundamental del sacerdocio puesto que si la reina moría, el rex tenía que renunciar.
El rex sacrorum llevaba toga, calceus, calzado blando, alto, que cubría todo el pie y hacha ceremonial. Como sacerdote de la religión romana arcaica, sacrificaba capite velato, "con la cabeza cubierta". El rex celebraba sacrificios en las calendas de cada mes. En las nonas, anunciaba las fechas de las fiestas para el mes. El 24 de marzo y el 24 de mayo, celebraba sacrificios en el Comitium.
El rex sacrorum era característico de la religión itálica y posiblemente también la etrusca. El título es encontrado en ciudades del Latium como Lanuvium, Tusculum o Velitrae. En Roma, el sacerdocio estaba deliberadamente despolitizado y el rex sacrorum no era elegido. Su investidura era presenciada solamente por la comitia calata, una asamblea convocada al efecto. Al igual que el flamen dialis, pero a diferencia de los pontífices y augures, el rex era excluido de la carrera política y militar. De esta forma, no era por tanto un "rey degradado", sino que después del derrocamiento de los reyes de Roma, el cargo de rex sacrorum cumplió, al menos, algunos de los deberes sacros de la realeza, con los cónsules asumiendo el poder político y el mando militar, y también algunas las funciones sacras. Existe un debate académico sobre si el rex sacrorum fue creado durante la formación de la República, como argumentó Arnaldo Momigliano, o ya existía durante la monarquía romana.  Existe otro sacerdote romano al que se le dio también el título de "rey": el rex Nemorensis.

## Regina sacrorum
Como esposa del rex sacrorum, la regina sacrorum ("reina de los ritos sagrados") era una suma sacerdotisa que llevaba a cabo rituales que sólo ella podía realizar. En las calendas de cada mes, la regina presidía el sacrificio a Juno de una cerda (porca) o una cordera (agna).  La naturaleza fuertemente pública de estos sacrificios, como el papel de las vestales en la religión oficial de Roma, contradice el lugar común de que las actividades religiosas de las mujeres en la Antigua Roma se limitaban a la esfera privada o doméstica. A diferencia de las vestales, la regina sacrorum y la flaminica Dialis (la esposa del flamen Dialis o sumo sacerdote de Júpiter) se complementan con una pareja masculina, de forma tal, que estos dos sacerdocios contaban con equilibrio de género y compartían deberes.
Mientras realizaban sus rituales, la regina llevaba un tocado llamado arculum, formado a partir de una guirnalda de ramas de granada atadas con un hilo blanco de lana. El rex y la regina sacrorum estaban obligados a casarse por el rito del confarreatio, originalmente reservado para patricios, pero después de la Lex Canuleia del año 445 a.c., es posible que la regina pudiese haber sido plebeya.
En inscripciones latinas existen registros de nombres de algunas reginae sacrorum, incluyendo a Sergia Paulina, la esposa de Cn. Pinario Cornelio Severo, poco antes del año 112 a. C. y Manlia Fadila alrededor de los siglos II o III d. C.